# Active Wheel

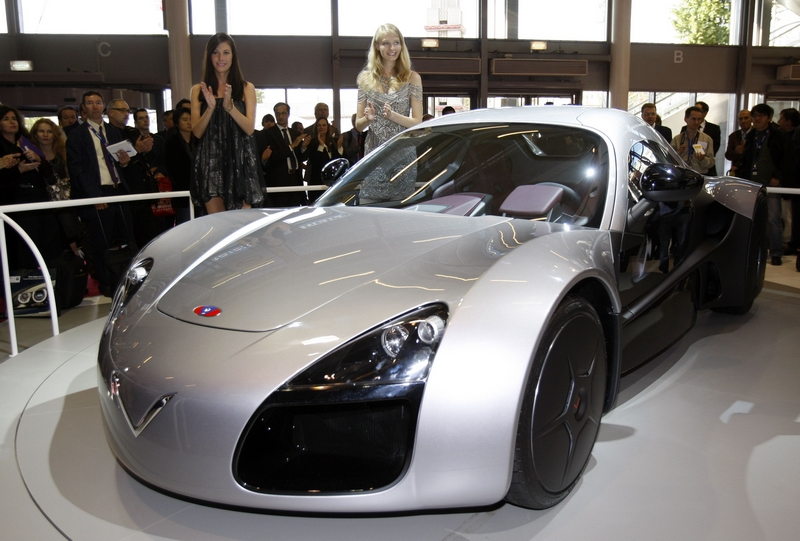
Повноприводний автомобіль Venturi Volage, оснащений Michelin Active Wheel (2013)

Active Wheel (укр. активне колесо) — проект автомобільного колеса з вбудованими електродвигунами, що приводять в дію обертання колеса, пружну підвіску, амортизатор і гальмо. Проект розроблений французькою компанією Michelin і продемонстрований у Паризькому автосалоні під час «Mondial де l'Automobile» у 2008 році як на моделі автомобіля-родстера Venturi Volage компанії Venturi Automobiles, так і на спортивному електрокарі Heuliez Will.

## Концепція активного колеса
Active Wheel має вигляд стандартного колеса, у якому розташована пара електродвигунів. Один з двигунів обертає колесо і передає потужність для забезпечення руху, а інший виступає як система активної підвіски, щоб покращити комфорт, керованість і стійкість. Система розробляється для транспортних засобів з електричним приводом і з живленням від акумуляторів, паливних елементів чи суперконденсаторів, а технологія має перевагу в тому, що транспортний засіб, оснащений нею більше не потребує коробки передач, муфти зчеплення, карданних валів, шарнірів однакових кутових швидкостей і стабілізатора поперечної стійкості.
Компактний приводний двигун Active Wheel та інтегрована підвіска дозволила конструкторам розташувати стандартні дискові гальма між двигунами, а це означає, що гальмо, деталі підвіски автомобіля і його привод помістились в самому колесі.
Кожне колесо може забезпечити потужність близько 40 к.с. (30 кВт) і значно спрощує конструкцію класичної автомобільної системи підвіски, а також викорінює поняття складних коробок передач і приводних валів. Очікується, що підвіска буде повністю регулюватися по жорсткості і висоті (хоча з останнім можуть виникнути проблеми через обмеженого простору всередині колеса).

## Переваги даного компонування

### Висока прохідність
Залежно від необхідної потужності або виду приводу, даний транспортний засіб може включати до чотирьох активних коліс, для реалізації повного приводу. Електронна система також дозволяє контролювати крутний момент, що передається від двигуна кожному окремому колесу. Таким чином можна реалізувати ефект, подібний до активного диференціала, що дозволить автомобілю з системою Active Wheel пересуватися в складних дорожніх умовах набагато впевненіше, ніж звичайний автомобіль з механічною трансмісією.

### Адаптивна підвіска
Електродвигун привода керування підвіскою підключений до системи демпфування з регульованим рівнем механічної жорсткості. Ця система відрізняється надзвичайно швидким відгуком — будь-які коливання автоматично коригуються всього за 0,003 с. Компанія Michelin заявляє, що їзда по бруківці та вибоїнах коригується автоматично.

### Пасивна безпека
До того ж важливою особливістю технології Active Wheel є переваги в пасивній безпеці. У зв'язку з тим, що відпала необхідність розміщувати двигун в передній частині транспортного засобу, ця область тепер може бути повністю використана для поглинання удару.

## Історія розробки
Michelin почав розробку першого активного колеса ще наприкінці 1990-х років. За ці роки технологія була представлена на декількох концепт-карах, а в 2008 році на автосалоні в Парижі Michelin представила нове покоління свого інноваційного дизайну в нових концепткарах. Але до цих пір не можна сказати, коли будуть доступні перші комерційні зразки. Між іншим, Volage Concept, який використовує чотири активних колеса, був затверджений для виробництва в 2012 році, хоча і не ясно, чи будуть на серійному варіанті концепту застосовані ті ж технології.
Підрозділ компанії Siemens VDO, за підтримки німецького виробника шин Continental AG з 2007 року розробляє аналогічний проект під назвою «eCorner».
Наразі ще не достатньо досліджені, наслідки впливу важких умов експлуатації (динамічних навантажень, кліматичних факторів: вологості, пилу, води, снігу тощо) на роботу таких систем.